# Герб Таиланда
Герб Таиланда (тайск. ตราแผ่นดินของไทย) — один из государственных символов Таиланда, наряду с флагом и гимном. Герб представляет собой Гаруду (фигура буддийской и индуистской мифологии). В Таиланде Гаруда — также символ королевской семьи и власти. В мифологии Крут Пха, или Гаруда является ездовым животным бога Вишну. Согласно традиционным верованиям, Гаруда является дополнительным источником силы для Вишну.
Гаруда есть также на гербе Индонезии и города Улан-Батора (столица Монголии). Герб Индонезии отличается от герба Таиланда тем, что птица несет на себе геральдический щит.

Герб Сиама (1873—1910)